# 3FM Awards
De 3FM Awards is een muziekprijs voor Nederlandse artiesten die sinds 2005 jaarlijks wordt uitgereikt door de publieke radiozender NPO 3FM.
De winnaars worden bepaald door de luisteraars, die kunnen stemmen op hun favorieten via internet. Een uitzondering hierop vormt de Schaal van Rigter. Deze prijs is vernoemd naar de in 2004 overleden presentator Wim Rigter en wordt uitgereikt aan de artiest wiens single het afgelopen jaar het meest op de zender te horen is geweest.
Tot en met 2017 vond het evenement telkens plaats in maart of april. De editie van 2018 was de eerste keer dat van deze traditie afgeweken werd. De awards vonden toen plaats in september. Het einde van het festivalseizoen werd gezien als een gunstig moment om de uitreiking te organiseren. In 2019 vond door onbekende reden de uitreiking voor de eerste keer niet plaats. De editie van 2020 werd vanwege de coronapandemie gehouden zonder publiek op 1 oktober 2020. In 2021 vond de uitreiking weer plaats in het voorjaar. Dit keer met publiek in het kader van de FieldLab events. Ook de jaren daarna vindt de uitreiking weer plaats in het voorjaar, in maart of april.

## 2005
Op 20 maart 2005 werden de 3FM Awards voor de eerste keer uitgereikt in Panama (Amsterdam).
| Categorie                 | Winnaar                                 |
| ------------------------- | --------------------------------------- |
| Schaal van Rigter         | Anouk - Girl                            |
| Beste Band                | Kane                                    |
| Beste Vrouwelijke Artiest | Anouk                                   |
| Beste Mannelijke Artiest  | Tiësto                                  |
| Beste Single              | Lange Frans & Baas B & Ninthe - Zinloos |
| Beste Album               | Intwine - Perfect                       |
| Beste Live act            | DI-RECT                                 |
| Beste Nieuwkomer          | The Sheer                               |

## 2006
Op 12 maart 2006 werden de 3FM Awards voor de tweede keer uitgereikt, ditmaal in de Melkweg te Amsterdam. Er waren dit jaar meer categorieën dan in 2005. Ook dit jaar werd het evenement rechtstreeks uitgezonden door 3FM; het was tevens via internet te bekijken.
| Categorie                | Winnaar                   |
| ------------------------ | ------------------------- |
| Schaal van Rigter        | Racoon - Love you more    |
| Beste Band               | BLØF                      |
| Beste Zangeres           | Anouk                     |
| Beste Zanger             | Marco Borsato             |
| Beste Artiest Pop        | Racoon                    |
| Beste Artiest R&B/HipHop | Lange Frans & Baas B      |
| Beste Artiest Rock       | Within Temptation         |
| Beste Artiest Dance      | Tiësto                    |
| Beste Single             | Racoon - Love you more    |
| Beste Album              | Kane - Fearless           |
| Beste Live act           | DI-RECT                   |
| Beste Nieuwkomer         | De Jeugd van Tegenwoordig |

## 2007
Op 15 april 2007 werden de 3FM Awards voor de derde maal uitgereikt, ditmaal in Paradiso te Amsterdam. Voor de eerste keer werd er op de avond na de uitreiking een tv-registratie van het evenement uitgezonden in zendtijd van de VARA gepresenteerd door Claudia de Breij en Giel Beelen.
| Categorie                | Winnaar                     |
| ------------------------ | --------------------------- |
| Schaal van Rigter        | VanVelzen - Baby get higher |
| Beste Band               | BLØF                        |
| Beste Zangeres           | Ilse DeLange                |
| Beste Zanger             | Paskal Jakobsen             |
| Beste Artiest Pop        | BLØF                        |
| Beste Artiest R&B/HipHop | Ali B                       |
| Beste Artiest Rock       | Within Temptation           |
| Beste Artiest Dance      | Tiësto                      |
| Beste Single             | Marco Borsato - Rood        |
| Beste Album              | BLØF - Umoja                |
| Beste Live act           | Marco Borsato               |
| Beste Nieuwkomer         | VanVelzen                   |
| Serious Talent Award     | Good Things End             |

## 2008
Op 26 april 2008 werden de 3FM Awards voor de vierde maal uitgereikt, ditmaal in The Factory te Amsterdam. Voor de eerste keer werd het evenement (voor een deel) ook rechtstreeks uitgezonden, gepresenteerd door Eric Corton, Sander Lantinga en Giel Beelen. Dit jaar maakten de prijzen Beste Artiest R&B/Hip-hop en Beste Artiest Dance plaats voor beste Artiest Alternative en Beste Nederlandse Single NL Top 100.
| Categorie                           | Winnaar                         |
| ----------------------------------- | ------------------------------- |
| Schaal van Rigter                   | Leaf - Wonderwoman              |
| Beste Band                          | Krezip                          |
| Beste Zangeres                      | Anouk                           |
| Beste Zanger                        | Alain Clark                     |
| Beste Artiest Pop                   | Krezip                          |
| Beste Nederlandse Single NL Top 100 | Krezip - I would stay           |
| Beste Artiest Rock                  | Anouk                           |
| Beste Artiest Alternative           | Moke                            |
| Beste Single                        | Alain Clark - Father and friend |
| Beste Album                         | Anouk - Who's your momma        |
| Beste Live act                      | VanVelzen                       |
| Beste Nieuwkomer                    | Alain Clark                     |
| Serious Talent Award                | Jeremy's                        |

## 2009
Op 23 april 2009 werden de 3FM Awards voor de vijfde maal uitgereikt, ditmaal in Gashouder (Westergasfabriek) te Amsterdam. Het evenement werd zowel door 3FM als op Nederland 3 rechtstreeks uitgezonden. De presentatie was in handen van Annemieke Schollaardt, Giel Beelen en Sander Lantinga. Ilse DeLange was met vier prijzen de grote winnaar.
| Categorie                 | Winnaar!                     |
| ------------------------- | ---------------------------- |
| Schaal van Rigter         | Ilse DeLange - So incredible |
| Beste Band                | Krezip                       |
| Beste Zangeres            | Ilse DeLange                 |
| Beste Zanger              | Alain Clark                  |
| Beste Artiest Pop         | Krezip                       |
| Beste Artiest Rock        | Anouk                        |
| Beste Artiest Alternative | Novastar                     |
| Beste Single              | Ilse DeLange - So incredible |
| Beste Album               | Ilse DeLange - Incredible    |
| Beste Live act            | Within Temptation            |
| Beste Nieuwkomer          | Nikki                        |
| Serious Talent Award      | Giovanca                     |

## 2010
Op 15 april 2010 werden de 3FM Awards voor de zesde maal uitgereikt net als in 2009 in Gashouder (Westergasfabriek) te Amsterdam. Het evenement werd zowel door 3FM als op Nederland 3 rechtstreeks uitgezonden. De presentatie was in handen van Giel Beelen, Sander Lantinga en Annemieke Schollaardt. Het thema van de avond was "Heroes".
| Categorie                 | Winnaar!                    |
| ------------------------- | --------------------------- |
| Schaal van Rigter         | Caro Emerald - Back it up   |
| Beste Band                | Kane                        |
| Beste Zangeres            | Anouk                       |
| Beste Zanger              | Guus Meeuwis                |
| Beste Artiest Pop         | Ilse DeLange                |
| Beste Artiest Rock        | Moke                        |
| Beste Artiest Alternative | The Opposites               |
| Beste Single              | Kane - No surrender         |
| Beste Album               | Anouk - For bitter or worse |
| Beste Live act            | Kyteman's Hiphop Orkest     |
| Beste Nieuwkomer          | Waylon                      |
| Serious Talent Award      | Caro Emerald                |

## 2011
Op 14 april 2011 werden de 3FM Awards voor de zevende maal uitgereikt net als in 2009 en 2010 in Gashouder (Westergasfabriek) te Amsterdam. Het evenement werd zowel door 3FM als op Nederland 3 rechtstreeks uitgezonden. De presentatie was in handen van Michiel Veenstra, Sander Lantinga, Giel Beelen en Eric Corton. Het thema was "Music for President".
| Categorie                 | Winnaar!                                                  |
| ------------------------- | --------------------------------------------------------- |
| Schaal van Rigter         | A Silent Express - Will I be around                       |
| Beste Band                | Go Back to the Zoo                                        |
| Beste Zangeres            | Caro Emerald                                              |
| Beste Zanger              | Guus Meeuwis                                              |
| Beste Artiest Pop         | BLØF                                                      |
| Beste Artiest Rock        | Go Back to the Zoo                                        |
| Beste Artiest Alternative | De Staat                                                  |
| Beste Artiest Dance       | Tiësto                                                    |
| Beste Artiest Hiphop      | De Jeugd van Tegenwoordig                                 |
| Beste Single              | De Jeugd van Tegenwoordig - Sterrenstof                   |
| Beste Album               | Caro Emerald - Deleted scenes from the cutting room floor |
| Beste Live act            | Anouk                                                     |
| Beste Nieuwkomer          | Krystl                                                    |
| Serious Talent Award      | Handsome Poets                                            |

## 2012
De 3FM Awards 2012 werden uitgereikt op 12 april 2012 in de Gashouder in het Amsterdamse Westerpark. De nominaties werden bekendgemaakt op woensdag 14 maart in de programma's van 3FM. Gers Pardoel en Racoon voerden de lijst van nominaties aan, met elk vier.
| Categorie                 | Winnaar                      |
| ------------------------- | ---------------------------- |
| Schaal van Rigter         | Miss Montreal - Wish I could |
| Beste Band                | Go Back to the Zoo           |
| Beste Zangeres            | Ilse DeLange                 |
| Beste Zanger              | Waylon                       |
| Beste Artiest Pop         | Racoon                       |
| Beste Artiest Rock        | Go Back to the Zoo           |
| Beste Artiest Alternative | De Staat                     |
| Beste Artiest Dance       | Armin van Buuren             |
| Beste Artiest Hiphop      | Jeugd van Tegenwoordig       |
| Beste Single              | Racoon - No Mercy            |
| Beste Album               | Racoon - Liverpool rain      |
| Beste Live act            | Kane                         |
| Beste Nieuwkomer          | Gers Pardoel                 |
| Serious Talent Award      | Gers Pardoel                 |

## 2013
De 3FM Awards 2013 werden uitgereikt op 18 april 2013 in de Gashouder in het Amsterdamse Westerpark. De nominaties werden bekendgemaakt op 20 maart in de programma's van 3FM. Kensington, Racoon, Kane en Jacco Gardner voerden de lijst van nominaties aan met vier nominaties.
| Categorie                 | Winnaar                      |
| ------------------------- | ---------------------------- |
| Schaal van Rigter         | Handsome Poets - Sky on Fire |
| Beste Band                | Racoon                       |
| Beste Zangeres            | Ilse de Lange                |
| Beste Zanger              | Guus Meeuwis                 |
| Beste Artiest Pop         | Racoon                       |
| Beste Artiest Rock        | Kane                         |
| Beste Artiest Alternative | Blaudzun                     |
| Beste Artiest Dance       | Armin van Buuren             |
| Beste Artiest Hiphop      | The Opposites                |
| Beste Single              | Racoon - Oceaan              |
| Beste Album               | Kensington - Vultures        |
| Beste Live act            | Kensington                   |
| Beste Nieuwkomer          | Mister and Mississippi       |
| Serious Talent Award      | Kensington                   |

## 2014
Op 10 april 2014 in de Gashouder in het Amsterdamse Westerpark werden voor de tiende keer de 3FM Awards uitgereikt. De nominaties werden bekendgemaakt op 11 maart 2014 in de programma's van 3FM. De Staat, Kensington, Racoon, The Opposites en Nielson voerden de lijst van nominaties aan met ieder drie nominaties. Het evenement werd zowel door 3FM als op Nederland 3 rechtstreeks uitgezonden. Het thema was "Vote to Celebrate".
| Categorie                 | Winnaar                           |
| ------------------------- | --------------------------------- |
| Schaal van Rigter         | Mr. Probz - Waves                 |
| Beste Band                | Racoon                            |
| Beste Zangeres            | Miss Montreal                     |
| Beste Zanger              | Douwe Bob                         |
| Beste Artiest Pop         | Racoon                            |
| Beste Artiest Rock        | Kensington                        |
| Beste Artiest Alternative | Blaudzun                          |
| Beste Artiest Dance       | Martin Garrix                     |
| Beste Artiest Hiphop      | The Opposites                     |
| Beste Single              | Mr. Probz - Waves                 |
| Beste Album               | The Opposites - Slapeloze nachten |
| Beste Live act            | Chef'Special                      |
| Beste Nieuwkomer          | Jett Rebel                        |
| Serious Talent Award      | Jett Rebel                        |

## 2015
Op 9 april 2015 werden de 3FM Awards voor het eerst buiten Amsterdam uitgereikt, namelijk in TivoliVredenburg te Utrecht. De presentatie was in handen van Giel Beelen, Coen Swijnenberg, Sander Lantinga en Frank van der Lende. Het meest genomineerd waren Dotan en Kensington met vijf nominaties. Aan de Awards werd nog een extra prijs toegevoegd, de Gouden Klomp voor het beste nummer van een Nederlandse artiest/band aller tijden. De top 103 van de Gouden Klomp werd op 10 april integraal uitgezonden.
| Categorie                 | Winnaar                                     |
| ------------------------- | ------------------------------------------- |
| Schaal van Rigter         | Dotan - Home                                |
| Beste Band                | Chef'Special                                |
| Beste Zangeres            | Ilse DeLange                                |
| Beste Zanger              | Dotan                                       |
| Beste Artiest Pop         | Racoon                                      |
| Beste Artiest Rock        | Kensington                                  |
| Beste Artiest Alternative | Mister and Mississippi                      |
| Beste Artiest Dance       | Martin Garrix                               |
| Beste Artiest Hiphop      | Typhoon                                     |
| Beste Single              | Dotan - Home                                |
| Beste Album               | Kensington - Rivals                         |
| Beste Live act            | Jett Rebel                                  |
| Beste Nieuwkomer          | Kovacs                                      |
| Serious Talent Award      | Rondé                                       |
| Gouden Klomp              | Acda en De Munnik - Het regent zonnestralen |

## 2016
Op 28 maart was de uitreiking wederom in TivoliVredenburg te Utrecht. De presentatie was in handen van Giel Beelen, Frank van der Lende en Annemieke Schollaardt. Het thema was: No fans, no glory
| Categorie                 | Winnaar                                    |
| ------------------------- | ------------------------------------------ |
| Schaal van Rigter         | Douwe Bob - Sweet Sunshine                 |
| Beste Band                | Kensington                                 |
| Beste Zangeres            | Miss Montreal                              |
| Beste Zanger              | Dotan                                      |
| Beste Artiest Pop         | Racoon                                     |
| Beste Artiest Rock        | Kensington                                 |
| Beste Artiest Alternative | The Brahms                                 |
| Beste Artiest Dance       | Armin van Buuren                           |
| Beste Artiest Hiphop      | Typhoon                                    |
| Beste Single              | Ronnie Flex & Lil Kleine - 'Drank & Drugs' |
| Beste Album               | De Staat - O                               |
| Beste Live act            | Kensington                                 |
| Serious Talent Award      | Lucas Hamming                              |

## 2017
In 2017 had 3FM het aantal categorieën teruggebracht naar zeven. De locatie was net zoals vorig jaar in TivoliVredenburg te Utrecht en was op 17 april 2017. De presentatie was in handen van Angelique Houtveen, Eva Koreman en Domien Verschuuren. Wederom was het hele gebouw in gebruik voor het 3FM Awards Festival en was de Awardsshow in de Ronda. Op het festival stonden o.a. Kensington, De Staat, Chef'Special, Teske en Broederliefde.
| Categorie         | Winnaar              |
| ----------------- | -------------------- |
| Schaal van Rigter | Chef'Special - Amigo |
| Beste Live        | Kensington           |
| Beste Album       | Kensington - Control |
| Beste Groep       | Broederliefde        |
| Beste Nummer      | Chef'Special - Amigo |
| Beste Solo-Act    | Martin Garrix        |
| Beste Video       | Boef - Habiba        |
| Beste Social      | Jett Rebel           |
| 3FM Talent Award  | Jonna Fraser         |

## 2018
De editie van 2018 vond plaats op 5 september 2018 in AFAS Live (Amsterdam). Het is de eerste keer dat het evenement in september plaatsvindt en niet in maart of april. De show duurde van 20:25 tot 22:15.
| Categorie         | Winnaar                    |
| ----------------- | -------------------------- |
| Schaal van Rigter | Rondé - Naturally          |
| Beste Live Act    | Chef'Special               |
| Beste Solo        | Martin Garrix              |
| Beste Fans        | Kensington                 |
| Beste Nummer      | BLØF en Geike - Zoutelande |
| Beste Album       | Rémi van Ronnie Flex       |
| Beste Video       | Naaz - Words               |
| Beste Groep       | Kensington                 |
| 3FM Talent Award  | Naaz                       |

## 2020
De editie van 2020 vond plaats op 1 oktober 2020 in het Patronaat (Haarlem). Vanwege de coronapandemie was de uitreiking dit jaar zonder publiek. De show duurde van 20:00 tot 22:00.
| Categorie                 | Winnaar                            |
| ------------------------- | ---------------------------------- |
| Schaal van Rigter         | Eefje de Visser - Oh               |
| Beste Track               | DI-RECT - Soldier On               |
| Beste Livestream          | DI-RECT vanaf de Scheveningse pier |
| Beste Muzikale Initiatief | Typhoon - De Tuin van 2020         |
| 3FM Talent Award          | WIES                               |

## 2021
De editie van 2021 vond plaats op 15 april 2021 in TivoliVredenburg (Utrecht). Het evenement is aangemerkt als een van de FieldLab evenementen, waardoor er ongeveer 1000 bezoekers bij aanwezig kunnen zijn.
| Categorie          | Winnaar                        |
| ------------------ | ------------------------------ |
| Beste Album        | Chef'Special - Unfold          |
| Beste Groep        | Chef'Special                   |
| 3FM Talent Award   | Froukje                        |
| Beste Artiest      | Eefje de Visser                |
| Beste Samenwerking | Snelle & Maan - Blijven slapen |

## 2022
De editie van 2022 vond plaats op 24 maart 2022 in 013 (Tilburg).
| Categorie          | Winnaar                         |
| ------------------ | ------------------------------- |
| Schaal van Rigter  | Rondé - Hard to Say Goodbye     |
| Beste Song         | MEAU - Dat heb jij gedaan       |
| Beste Samenwerking | Bazart ft. S10 - Onderweg       |
| Beste Artiest      | Froukje                         |
| Beste Album        | Goldband - Betaalbare romantiek |
| Beste Groep        | Goldband                        |
| 3FM Talent         | MEAU                            |
| 3FM Legend Award   | Kensington                      |

## 2023
De editie van 2023 vond plaats op 23 maart 2023 in Paard (Den Haag). De prijzen werden uitgereikt door 3FM DJs Rob Janssen, Wijnand Speelman, Vera Siemons, Eva Koreman, Nellie Benner & Barend van Deelen. De show was van 20:30 tot 22:00 en was te horen op 3FM & te live te bekijken op Tik Tok. Het evenement was uitverkocht.
| Categorie          | Winnaar                                                       |
| ------------------ | ------------------------------------------------------------- |
| Schaal van Rigter  | Son Mieux - Multicolor                                        |
| Beste Artiest      | Joost                                                         |
| Beste Groep        | Goldband                                                      |
| Beste Song         | Goldband - Noodgeval                                          |
| Beste Album        | S10 (artiest) - Ik besta voor altijd zolang jij aan mij denkt |
| Beste Samenwerking | Maan (zangeres) ft. Goldband - Stiekem                        |
| Beste Indie Act    | Prins S. en De Geit                                           |
| Beste Nieuwkomer   | Claude                                                        |

## 2024
De editie van 2024 vond plaats op 21 maart 2024 in Paard (Den Haag).
| Categorie          | Winnaar                                   |
| ------------------ | ----------------------------------------- |
| Schaal van Rigter  | Maan ft. Goldband - Stiekem               |
| Beste Artiest      | Joost                                     |
| Beste Groep        | DI-RECT                                   |
| Beste Song         | Froukje - Kwijt                           |
| Beste Album        | Froukje - Noodzakelijk verdriet           |
| Beste Samenwerking | Suzan & Freek en Claude - Vas-y (ga maar) |
| Beste Indie Act    | WIES                                      |
| Beste Nieuwkomer   | Roxy Dekker                               |
| Beste Fan          | Joostkleindiscord                         |

## 2025
De editie van 2025 vond plaats op 25 februari 2025 in Paard (Den Haag).
| Categorie          | Winnaar                               |
| ------------------ | ------------------------------------- |
| Schaal van Rigter  | Joost Klein - Europapa                |
| Beste Artiest      | Froukje                               |
| Beste Groep        | DI-RECT                               |
| Beste Song         | Joost Klein - Europapa                |
| Beste Album        | Claude - Parler Français              |
| Beste Samenwerking | S10 en Froukje - Ik haat hem voor jou |
| Beste Indie Act    | Bente                                 |
| Beste Nieuwkomer   | Luna                                  |
| Beste Fan          | —                                     |